# ساجر (اسم)
ساجر هو اسم علم مذكر من أصل عربي، ومعناه هو السيل الذي يملأ كل شيء الموضع الذي يأتي عليه السيل فيملؤه، والذي يملأ التنور وقودًا، والذي يصب الماء في حلق غيره.

## وصلات خارجية
- موسوعة السلطان قابوس لأسماء العرب نسخة محفوظة 5 أبريل 2019 على موقع واي باك مشين.